# Anthothela argentea
Anthothela argentea is een zachte koraalsoort uit de familie Anthothelidae. De koraalsoort komt uit het geslacht Anthothela. Anthothela argentea werd in 1894 voor het eerst wetenschappelijk beschreven door Studer. 